# ジェムハダー
ジェムハダー(英: Jem'Hadar)はアメリカのSFテレビドラマ『スタートレック』シリーズに登場する架空の異星人種族。

## 概要
ヒューマノイド型異星人。シリーズを通してドミニオンに属する敵性種族として描かれている。

## 作中の設定
創設者の遺伝子操作によって戦闘のためだけに作られた種族。容姿が似通っていること、同じくカモフラージュ能力を有する事から、同じくドミニオンの支配下にあるトスク人をベースに作られた可能性がある。「ファースト」「セカンド」「サード」といった序数による階級が存在する。女性は存在せず、機械的に生産されている。

### 身体
出生後数日で成人となり、戦闘に参加できるほど早熟。訓練や実戦によって経験を積む点は通常のヒューマノイドと変わらない。戦闘によりそのほとんどが命を落とすので、20年も生きる者はまれである。肌は灰色で、爬虫類のようである。カモフラージュ能力を持っている。劇中に登場する種族の中でも屈指の身体能力を持ち、頭も非常に良く戦闘以外の業務も並以上にこなす。ファーストともなればその頭脳は指揮官であるボルタ人を上回るほどであるが、命令は絶対な為、そのほとんどが誤った作戦、自らの死に直結するとわかっていても従順に従う。無能な指揮官を殺害する者もいるが非常にまれである。ケトラセル・ホワイト（テトラセル・ホワイト）という薬物によって栄養を得ており、通常の生物のような食事はしない（このためクワークはDS9がドミニオンに占領された際「ジェムハダーはメシも食わないしセックスもしない」とジェムハダーが商売のターゲットとならないことに頭を抱えた）。テトラセルホワイトが不足するとまず麻薬の禁断症状のようなものが現れる。情緒不安定になり、その後忍耐や本能を押さえることが出来なくなって最終的には死に至る。

### 精神
遺伝子に創設者を崇拝するように命令が埋め込まれている。よしんば反抗する気になれたとしても、生存に必要なケトラセル・ホワイトの供給を絶たれることになるため、全滅は必至である（ただしケトラセル・ホワイトは一種の麻薬の類であり、実際は生存に不要な物であるということを示唆する描写もある『DS9』）。だが、収容所でウォーフと戦ったジェムハダーのように、動揺などから命令に背く者もいないことはない。前述のように短命であることが殆どであるために、20歳にもなれば長老としてあがめられる。

### 文化
不明だが特定の星に居住しておらず、戦いのみを行っていると思われる。

### 政治
創設者の代行者としてのボルタ人の傘下にある。
ドミニオンがアルファ宇宙域に侵攻後、アルファ宇宙域にて生産された個体を「アルファ種」、それまでのガンマ宇宙域で生産された個体を「ガンマ種」と分類し、アルファ種をガンマ種よりも高い地位に据えて統制したことがあるが、かえって混乱を招いて失敗している。

### 戦闘スタイル
戦いに臨むときは「勝利こそ我が命」と唱和し、命を捨てることをいとわない（但し、アルファ宇宙域で生まれたアルファ種は唱和を省いているなど、異なる部分がある）。

戦闘機を使用するが、命令とあらば特攻することも辞さない。自爆命令なども拒否しない為、非常に危険である。